# Hrabstwo Clay (Missouri)
Hrabstwo Clay (ang. Clay County) – hrabstwo w stanie Missouri w Stanach Zjednoczonych. Obszar całkowity hrabstwa obejmuje powierzchnię 408,86 mil2 (1 059 km²). Według danych z 2010 r. hrabstwo miało 221 939 mieszkańców. Hrabstwo powstało 2 stycznia 1822 roku i nosi imię Henry’ego Claya - członka Izby Reprezentantów ze stanu Kentucky, a później także senatora i sekretarza stanu.

## Sąsiednie hrabstwa
- Hrabstwo Clinton (północ)
- Hrabstwo Ray (północny wschód)
- Hrabstwo Jackson (południe)
- Hrabstwo Wyandotte (Kansas) (południowy zachód)
- Hrabstwo Platte (zachód)

## Miasta
- Avondale
- Excelsior Springs
- Gladstone
- Glenaire
- Holt
- Kansas City
- Kearney
- Liberty
- Missouri City
- Mosby
- North Kansas City
- Pleasant Valley
- Randolph
- Smithville
- Sugar Creek

## Wioski
- Birmingham
- Claycomo
- Oaks
- Oakview
- Oakwood
- Oakwood Park
- Prathersville